# 萨尔佩维克
萨尔佩维克（法語：Salperwick，法語發音：[salpɛʁwik]）是法国上法蘭西大區加来海峡省的一个市镇，属于圣奥梅尔区。

## 地理
萨尔佩维克（50°46'22"N, 2°13'55"E）面积4 平方千米，位于法国上法蘭西大區加来海峡省，该省份为法国北部沿海省份，西北濒北海，南至索姆省，东临北部省。
与萨尔佩维克接壤的市镇（或旧市镇、城区）包括：蒂尔克、圣马丹莱塔坦盖姆、圣奥梅尔、聚多斯克。

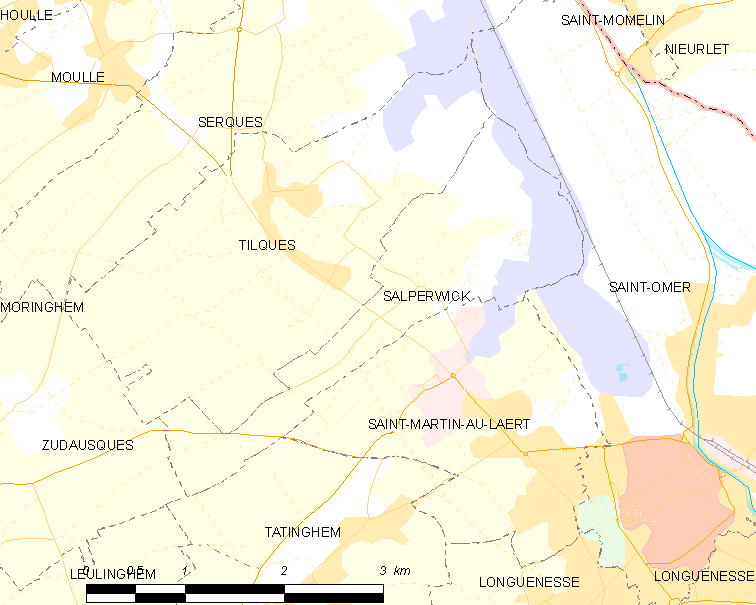
萨尔佩维克的OSM定位图

萨尔佩维克的时区为UTC+01:00、UTC+02:00（夏令时）。

## 行政
萨尔佩维克的邮政编码为62500，INSEE市镇编码为62772。

## 政治
萨尔佩维克所属的省级选区为圣奥梅尔县。

## 人口

1962-2008年间萨尔佩维克人口变化图示

萨尔佩维克于2022年1月1日时的人口数量为518人。